# Melittia imperator
Melittia imperator is een vlinder uit de familie wespvlinders (Sesiidae), onderfamilie Sesiinae.
Melittia imperator is voor het eerst wetenschappelijk beschreven door Rothschild in 1911. De soort komt voor in het Neotropisch gebied.